# FAB-5000 M-54
FAB-5000 M-54 (ros. ФАБ-5000 М-54) – radziecka bomba burząca.